# Зайцева, Ирина Алексеевна
Ири́на Алексе́евна За́йцева (род. 7 февраля 1958, Москва) — советская и российская тележурналистка, телеведущая. Наибольшую известность получила как автор и ведущая программы «Без галстука», выходившей на нескольких российских телеканалах с середины 1990-х до начала 2010-х годов.

## Биография
Родилась 7 февраля 1958 года в Москве. Окончила в 1988 году факультет журналистики МГУ.
С 1987 года работала на ЦТ Гостелерадио СССР — сначала стажёром, референтом в программе «Время», потом корреспондентом, в телепрограммах «Утро» и «До и после полуночи». С 1991 года работала в телерадиокомпании «Останкино».
В октябре 1993 года перешла в только что созданную телекомпанию НТВ и начала работать там корреспондентом Службы информации. Работала в программах «Сегодня» и «Итоги с Евгением Киселёвым». Делала репортажи о прощании с Владиславом Листьевым в марте 1995 года и президентских выборах 1996 года.
С января 1997 по апрель 2001 года — бессменная ведущая телепрограммы «Герой дня без галстука» на канале НТВ. В ней она проводила интервью с известными российскими политиками, а также деятелями культуры и спорта, в том числе Виктором Черномырдиным, Андреем Козыревым, Борисом Немцовым и Наиной Ельциной. Неоднократно выезжала в командировки в страны ближнего и дальнего зарубежья (в Тбилиси к Шеварднадзе, в Париж к Собчаку). Принимала участие во встрече журналистов НТВ с президентом Путиным 29 января 2001 года. В этот период была одной из самых популярных ведущих российского телевидения и канала НТВ в частности.
24 мая 1998 года вместе с тогдашним генеральным продюсером ОРТ Константином Эрнстом провела церемонию вручения ежегодной национальной премии ТЭФИ.
В апреле 2001 года во время смены собственника, а также руководства НТВ, Зайцева сначала осталась работать в телекомпании, но уже в июне переходит на телеканал ТВ-6, куда ушла бо́льшая часть бывших журналистов и закадровых сотрудников с НТВ во главе с Евгением Киселёвым.
С сентября 2001 по апрель 2003 года являлась автором и ведущей программы «Без галстука» на канале ТВ-6, с июня 2002 года — на канале ТВС, созданном бывшим коллективом позднего ТВ-6.
После закрытия ТВС в июне 2003 года переходит на работу в государственный холдинг ВГТРК. С октября 2003 по июль 2004 года вела программу «Без галстука» на канале «Россия», с июля 2006 по июнь 2013 года — на информационном телеканале «Вести-24» (затем «Россия-24»). В апреле 2005 года на телеканале «Россия» был показан её документальный фильм «Процесс пошёл!», который был посвящён перестройке.
В 2013 году прекратила постоянную работу на телевидении, в настоящее время периодически принимает участие в телевизионных ностальгических ток-шоу.

## Семья
Есть сын Андрей Зайцев (род. 17 сентября 1975), режиссёр документального и художественного кино.

## Взгляды, общественная позиция
В июне 2005 года поддержала находившегося тогда в заключении совладельца компании ЮКОС Михаила Ходорковского, отправив в редакцию «Новой газеты» письмо следующего содержания:

Желаю Михаилу Борисовичу, чтобы он был здоров, постарался выстоять и выдержать. Ведь все здравомыслящие люди в России и в мире, конечно же, понимают, что происходит у нас в стране.

В марте 2019 года ведущая, принимая участие в одном из выпусков программы Андрея Малахова «Привет, Андрей!» на канале «Россия-1», в ответ на вопрос ведущего о том, почему на современном телевидении стали невозможны программы, которые ведущая делала в 1990-е и 2000-е годы, заявила: «Политики другие стали. Всё другое. Время другое».